# Жураковские
Жураковские (пол. Żurakowski) — польский и русский дворянский род (герб Сас), восходящий к первой половине XVI века.
Евстафий Иванович Жураковский в 1573 выехал из Польши в Россию и принял православную веру. Он был убит в Смутное время поляками в Ростовском Борисоглебском монастыре.
- Яков Михайлович был нежинским полковником (1678—1681),
- его сын Василий — украинским генеральным есаулом (1710—1724).
- Иродион (Жураковский) (?—1735) — епископ Русской Церкви, архиепископ Черниговский и Новгород-Северский (1722—1734).

Род Жураковских внесён в VI часть родословных книг Волынской, Подольской, Киевской, Черниговской и Казанской губерний. Есть также ещё два рода Жураковских, более позднего происхождения.

## Породненные роды
- Березовские
- Богомольцы